# Ginestra degli Schiavoni
Ginestra degli Schiavoni község (comune) Olaszország Campania régiójában, Benevento megyében.

## Fekvése
A megye nyugati részén fekszik, 80 km-re északkeletre Nápolytól, 25 km-re északkeletre a megyeszékhelytől. Határai: Casalbore, Castelfranco in Miscano, Montecalvo Irpino, Montefalcone di Val Fortore és San Giorgio La Molara.

## Története
A település valószínűleg a 11. században alakult ki. A 16. században albán menekültek telepedtek le, akiket a törökök űztek el hazájukból. A következő századokban nemesi birtok volt. A 19. században nyerte el önállóságát, amikor a Nápolyi Királyságban felszámolták a feudalizmust.

## Népessége
A népesség számának alakulása:

## Főbb látnivalói
- SS. Pietro e Paolo-templom
- Sant’Antonio-kápolna